# Paroithona parvula
Paroithona parvula är en kräftdjursart som beskrevs av Farran 1908. Paroithona parvula ingår i släktet Paroithona och familjen Oithonidae. Inga underarter finns listade i Catalogue of Life.